# لغة قديمة
اللغة القديمة أي لغة ناشئة في أوقات يمكن أن يُشار إليها أنَّها قديمة. ليس هناك مقياس لاعتبار أي لغة أنَّها قديمة، لكنَّ العرف التقليدي حدد بأنَّ اللغات التي توجد من قبل القرن الخامس قديمة. وقد قال اللغوي روجر وودوارد: «ربما ما يجعل اللغة القديمة مختلفة هو مدى وعينا واهتمامنا بأنها بقيت راسخة كجزء عاطفي للروح».
وبهذا المصطلح، يتضمن المصطلح اللغات التي تم توثيقها من العصور القديمة في قائمة اللغات من خلال الحسابات المكتوبة الأولى، والتي وُصفت في اللغويات التاريخية وبشكل بارز في اللغات الخاصة بالعصور القديمة الكلاسيكية، ومنها: لغة التاميل، اللغة اليونانية، اللغة العبرية، والفارسية القديمة، والأفغانستانية، والشرق الفارسية، واللغة السنسكريتية، واللغة الصينية، واللاتينية، واللغة العربية. وممكن للمصطلح أن يشمل لغات كلاسيكية أخرى ولغة متنوعة ومنقرضة.

## الثقافة الشعبية
إن الوصف الخاص بالعروق القصصية والمجالات تمتلك «لغات قديمة» تضيف عمق وغنى للتبادل القصصي حتى إذا كانت المفردات والقواعد لاللغات بنفسهم غير متوفرين.
ومن الأمثلة على ذلك احتواء لغة خيالية في دورة الميراث روايات لصغار الشباب، ولغة العرق التي تدعى القدماء في أساطير ستارجيت " star-gates ", واللغات المتنوعة في الكتابات التي تمت بواسطة جي ار ار تولكين " J.R.R. TOLKIEN ".